# Rudnik Bukinje
Rudnik Bukinje je rudnik lignita na Bukinjama. Smješten je u središnjem dijelu sjeverne krekanske sinklinale, u dolini potoka Joševice. Prometno je povezan željezničkom prugom s termoelektranom "Tuzla" i dalje s prugom Tuzla - Brčko - Doboj. Dobro je cestovno povezan s cestom Tuzla - Doboj. Posjeduje određene zalihe ugljena, atraktivne za eksploataciju. Isplativost eksploatacije tvori blizina s velikim potrošačima, postojanje opreme i sredstava za rad, odlične komunikacije, energetski resursi te dovoljn stručne radne snage.
Na Bukinjama je bilo i naselje i rudnik. U odnosu na ugljenokope tuzlanskog kraja od Banovića do Majevice i preko Kreke, rudnik u Bukinju bio je srednje veličine i važnosti. Rudničko naselje bilo je smješteno na blagim obroncima i padinama. U ravnici je bila željeznička postaja na pruzi Tuzla - Doboj. Neposredno po završetku prvoga svjetskog rata naglo je narasla potražnja za ugljenom. Malo poslije rata u Bukinju je otvorena nova jama.

## Vanjske poveznice
- Facebook
- Rudnici Kreka  Arhivirana inačica izvorne stranice od 18. listopada 2017. (Wayback Machine) Rudnik Bukinje - mapa